# Индепенденсия (Чили)
Индепенденсия (исп. Independencia) — коммуна в составе провинций Сантьяго и Столичной области, Чили. Одна из городских коммун города Сантьяго. 

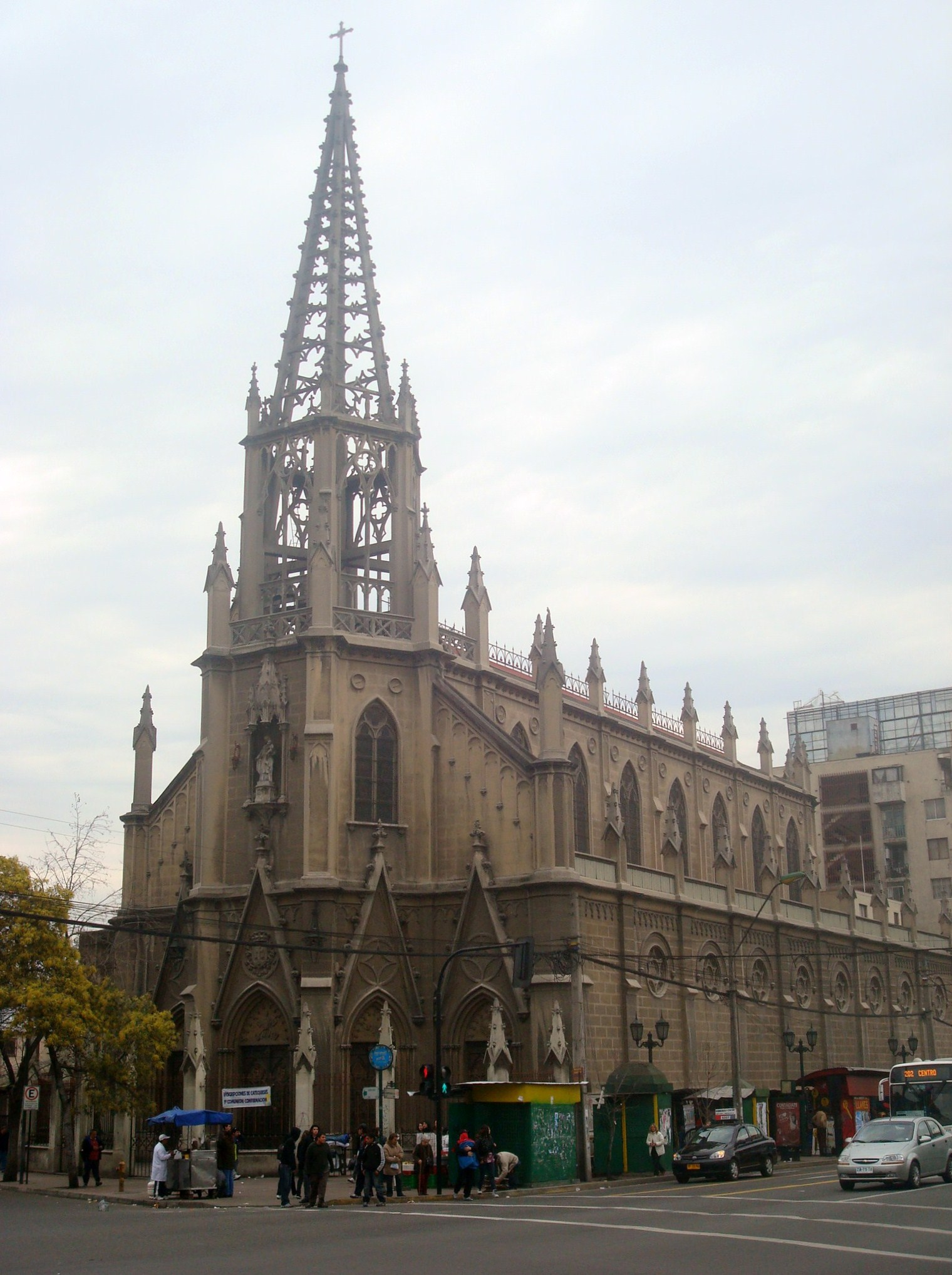
Собор на проспекте Независимости

Территория — 7 км². Численность населения — 100 281 житель (2017). Плотность населения — 14 325,9 чел./км².
В Индепенденсии расположен один из ведущих футбольных клубов Чили «Унион Эспаньола».

## Расположение
Коммуна расположена на севере города Сантьяго.
Коммуна граничит:
- на севере — c коммуной Кончали
- на востоке — с коммуной Реколета
- на юге — c коммуной Сантьяго
- на западе — c коммуной Ренка

## Демография
Согласно сведениям, собранным в ходе переписи 2017 г. Национальным институтом статистики (INE),  население коммуны составляет:
| Полное население                          | Полное население                          | Полное население                          | Полное население                          | Полное население                          | 100 281 |
| ----------------------------------------- | ----------------------------------------- | ----------------------------------------- | ----------------------------------------- | ----------------------------------------- | ------- |
| в том числе:                              | Городское население                       | 100 281                                   | Процент городского населения, %           | 100                                       |         |
|                                           | Сельское население                        | 0                                         | Процент сельского населения, %            | 0                                         |         |
|                                           | Мужское население                         | 49 186                                    | Процент мужского населения, %             | 49,05                                     |         |
|                                           | Женское население                         | 51 095                                    | Процент женского населения, %             | 50,95                                     |         |
| Плотность населения, чел./км²             | Плотность населения, чел./км²             | Плотность населения, чел./км²             | Плотность населения, чел./км²             | Плотность населения, чел./км²             | 14325,9 |
| Население коммуны в % к населению области | Население коммуны в % к населению области | Население коммуны в % к населению области | Население коммуны в % к населению области | Население коммуны в % к населению области | 1,41    |

| Динамика изменения населения коммуны | Динамика изменения населения коммуны | Динамика изменения населения коммуны | Динамика изменения населения коммуны |
| ------------------------------------ | ------------------------------------ | ------------------------------------ | ------------------------------------ |
| 1992                                 | 2002                                 | 2012                                 | 2017                                 |
| 77 794                               | 65 479▼                              | 73 874▲                              | 100 281▲                             |